# Armée populaire pour la restauration de la démocratie
L'Armée populaire pour la restauration de la démocratie (APRD) est un mouvement de rébellion opérant en République centrafricaine. Elle est dirigée par l'ancien ministre de la Défense, Jean-Jacques Démafouth.
L'APRD est l'une des principales rébellions à avoir adhéré au processus de paix entamé en 2008 et qui était en août 2009 au stade du recensement des combattants dans le cadre du « programme de démobilisation, désarmement et réinsertion » (DDR). Pendant le processus de paix, les positions de l'armée et des rébellions sur le terrain sont théoriquement gelées et les deux camps doivent éviter les contacts. Sept des huit communes de la sous-préfecture mais pas la ville de Paoua sont sous contrôle de l'APRD qui a tenté sans succès de la prendre à plusieurs reprises entre 2006 et 2008.